# 新化斷層
新化斷層（英語：Hsinhua Fault），為右移斷層，呈東北東走向，由台南市新化區那拔里向西延伸至北勢里，長度約6公里。1946年12月5日芮氏規模6.3的地震，為新化斷層的再活動所造成。

## 總結與評估
新化斷層沿線的線形與1946年大地震後調查的斷層位置相吻合；沿線地形特徵也指示過去即活動過多次；由鑽井岩芯中觀察到的剪切葉理與岩芯對比，研判斷層的傾角相當陡；由畜產試驗所地面裂隙的分析結果，研判新化斷層近期的活動以潛移作用為主。
新化斷層有多次古地震事件，除最近的1946年地震之外，前一次約發生於1,200年前至1,900年前之間，而在1,900年前至10,000年前之間至少有另1次古地震事件，保守估計在10,000年內至少有3次古地震事件。
由1999~2005年的GPS測量結果，新化斷層兩側的水平速度場增加約20 公厘/年，顯示新化斷層的運動以右移形式為主。由1999~2006年間橫跨新化斷層的速度場變化顯示，主要位移方向平行斷層的走向，顯示斷層在1999~2006年間為右移形式。
新化斷層，列為第一類活動斷層。